# Saxifraga irrigua
Saxifraga irrigua är en stenbräckeväxtart som beskrevs av Friedrich August Marschall von Bieberstein. Saxifraga irrigua ingår i Bräckesläktet som ingår i familjen stenbräckeväxter. Inga underarter finns listade i Catalogue of Life.